# Amalia Schirru
Amalia Schirru (San Sperate, 25 febbraio 1953) è una politica italiana.

## Biografia
Nata a San Sperate, vicino a Cagliari è stata dal 1980 al 1990 sindaco e poi assessore all'urbanistica e ai lavori pubblici del comune di San Sperate.
Dal 1987 al 1993 ha avuto incarichi all'interno del PCI, e dal 1995 è stata nominata assessore alla sicurezza sociale della Provincia di Cagliari e nel 1998 è divenuta vicepresidente. Nel consiglio regionale è subentrata a Piersandro Scano assessore alla programmazione.
Dal 21 aprile 2006 è deputato della Repubblica Italiana eletta nella circoscrizione XXVI (Sardegna) con il partito di centro-sinistra "L'Ulivo".
Dal 13 aprile 2008 è deputato della Repubblica Italiana eletta nella circoscrizione XXVI (Sardegna) con il Partito Democratico.
Ha presentato disegni di legge tra i quali la modifica della legge sulla pensione di reversibilità nel caso di uxoricidio.
Ha espresso supporto alla missione in Palestina della Freedom Flottilla.